# EDRAM
EDRAM (англ. eDRAM, embedded DRAM ) — кеш-пам'ять типу edram, на відміну від широко поширеної тепер SRAM-пам'яті.

## Характеристики
Площа чарунки: 0,126 мм²; 
Напруга живлення: 1 В; 
Щільність чипів: 2 Мбіт; 
Потужність змінного струму: 76 мвт; 
Споживана потужність в недіючому режимі: 42 мвт; 
Середній час, необхідний для прочитування даних (NS-рейтинг): 2 нс; 
Латентність: 1,5 нс. 